# Sarah Fischer (Sängerin)
Sarah Eugénie „Nini“ Fischer (* 23. Februar 1896 in Paris; † 3. Mai 1975 in Montreal) war eine französisch-kanadische Opernsängerin (Sopran) und Gesangspädagogin.

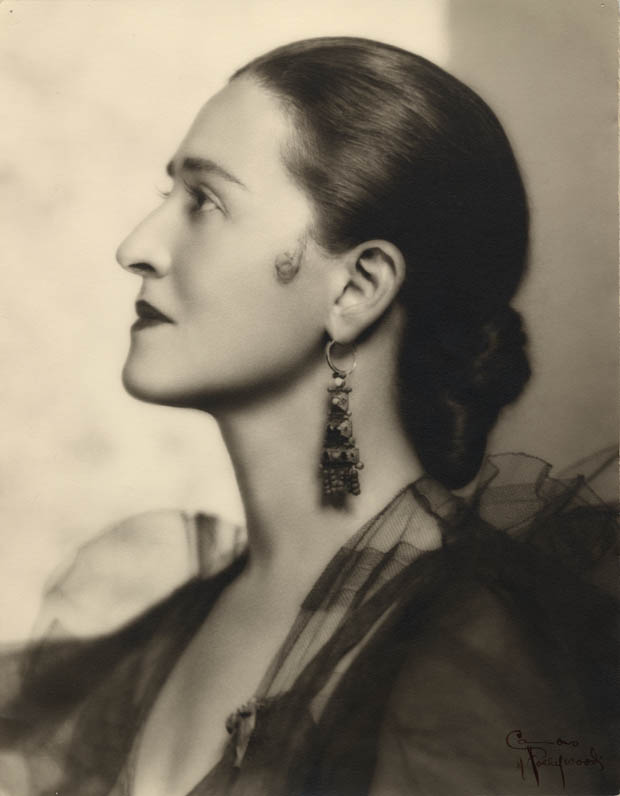
Sarah Fischer, 1939

## Leben
Fischer kam mit ihren Eltern, die polnisch-jüdischer Herkunft waren, zwölfjährig nach Montreal und erhielt 1912 die kanadische Staatsbürgerschaft. Sie arbeitete für die Bell Telephone Company und nahm daneben Solfège-Unterricht bei Jacques Goulet. Ab 1917 studierte sie Gesang bei Céline Marier, einer Schülerin von Romain Bussine. 1918 debütierte sie als Sängerin unter der Leitung von Albert Roberval und neben Cédia Brault, Victor Desautels und Ulysse Paquin am Monument national in Montreal als Micaëla in Carmen.
1919 ging sie mit einem Strathcona-Stipendium nach London, wo sie bei Cecilia M. Hutchinson studierte und bald von Emma Albani gefördert wurde. Zu Gunsten Albanis, die in finanzieller Not lebte, nahm sie 1925 an einem von Nellie Melba organisierten Benefizkonzert in der Covent Garden Opera teil, selbst organisierte sie im gleichen Jahr ein Benefizkonzert am St-Denise Theatre in Montreal.
Als Mitglied der British National Opera Company sang sie 1922–23 die Eva in Richard Wagners Oper Die Meistersinger von Nürnberg, die Pamina in der Zauberflöte, die Gräfin in Die Hochzeit des Figaro von Mozart und die Marguerite in Charles Gounods Faust. Nach einem Studienaufenthalt bei Vincenzo Lombardi in Rom sang sie 1925 an der Covent Garden Opera die Feodora in Umberto Giordanos Feodora. Im gleichen Jahr debütierte sie an der Opéra-Comique in der Titelrolle von Pelléas et Mélisande. 1936 kehrte sie noch einmal an die Covent Garden Opera in der Hauptrolle von Albert Coates’ Oper Pickwick zurück.
1923 wirkte Fischer an der ersten Rundfunkaufführung einer Oper aus der Covent Garden Opera mit (als Pamina in der Zauberflöte), 1934 bei der BBC als Carmen neben Heddle Nash als Don José an den ersten Fernsehaufnahmen einer Opernproduktion.
Nach Ausbruch des Zweiten Weltkrieges kehrte Fischer 1940 nach Montreal zurück und eröffnete dort ein Gesangsstudio. U. a. studierten dort Roger Doucet, Yolande Dulude und Jean-Pierre Hurteau bei ihr. 1941 eröffnete sie die Sarah Fischer Concerts for the benefit of Canadian musicians; in den 145 Konzerten, die bis Januar 1975 stattfanden, traten u. a. Pierrette Alarie, Violet Archer, Réjane Cardinal, Clarice Carson, Fernande Chiocchio, Yolande Dulude, Marie-José Forgues, Maureen Forrester, Hélène Gagné, Claire Gagnier, Denis Harbour, Mary Henderson, Jacques Labrecque, Mariana Paunova, André Prévost, Jacqueline Richard, Claude Savard, Robert Silverman und Micheline Tessier auf. Ihren letzten eigenen Auftritt hatte sie im Rahmen dieser Konzerte 1942 mit Ausschnitten als Pelléas et Mélisande neben José Delaquerrière und Roger Filiatrault, danach widmete sie sich ganz der Lehrtätigkeit. 1946 stiftete sie die Sarah Fischer Concerts scholarships in memory of Dame Emma Albani.